# Юссель (Канталь)
Юссе́ль (фр. и окс. Ussel) — коммуна во Франции, находится в регионе Овернь. Департамент — Канталь. Входит в состав кантона Сен-Флур-Сюд. Округ коммуны — Сен-Флур.
Код INSEE коммуны — 15244.
Коммуна расположена приблизительно в 430 км к югу от Парижа, в 80 км южнее Клермон-Феррана, в 45 км к северо-востоку от Орийака.

## Население
Население коммуны на 2008 год составляло 474 человека.
| 1962 | 1968 | 1975 | 1982 | 1990 | 1999 | 2008 |
| ---- | ---- | ---- | ---- | ---- | ---- | ---- |
| 292  | 344  | 314  | 321  | 400  | 437  | 474  |

## Администрация
| Период | Период | Фамилия     | Партия | Примечания |
| ------ | ------ | ----------- | ------ | ---------- |
| 2001   | 2008   | Поль Бриуд  |        |            |
| 2008   |        | Надин Дюфур |        |            |

## Экономика

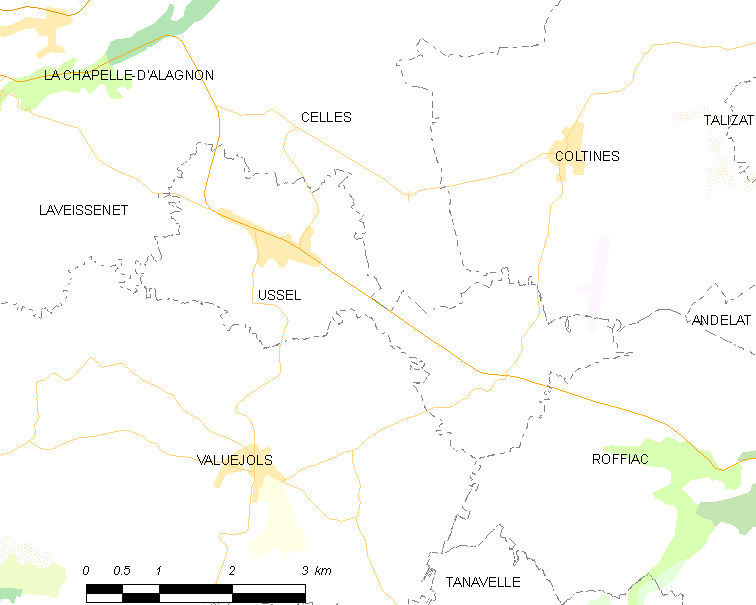
Карта коммуны

В 2007 году среди 295 человек в трудоспособном возрасте (15—64 лет) 248 были экономически активными, 47 — неактивными (показатель активности — 84,1 %, в 1999 году было 69,0 %). Из 248 активных работали 230 человек (136 мужчин и 94 женщины), безработных было 18 (7 мужчин и 11 женщин). Среди 47 неактивных 18 человек были учениками или студентами, 11 — пенсионерами, 18 были неактивными по другим причинам.

## Достопримечательности
- Церковь Сен-Жюльен (XII век). Памятник истории с 1968 года[3]